# 硼酸钙
硼酸钙 (Ca3(BO3)2，英文：Calcium borate，又称Gerstley borate) 是一种带有非常确定结构的蓝白色晶体。它可以通过金属钙与硼酸反应来制备。所得沉淀物是硼酸钙。 水合物形式作为矿物硬硼钙石天然存在。
其用途之一是用于热压的某些等级的六方氮化硼中的粘合剂。其他用途包括环氧模塑化合物中的阻燃剂，一些陶瓷釉料中的陶瓷助熔劑， 危险废物管理中的反应性自密封粘合剂，抗虫剂聚苯乙烯的添加剂， 肥料和硼玻璃的生产。 